# Schönengrund
Schönengrund es una comuna suiza del cantón de Appenzell Rodas Exteriores, formó parte del extinto distrito de Hinterland. Limita al norte con las comunas de Sankt Peterzell (SG) y Schwellbrunn, al este y sur con Urnäsch, y al oeste con Hemberg (SG).
Schönengrund es uno de los destinos turísticos favoritos del cantón, pues ofrece locaciones tanto en invierno como en verano. En invierno las estaciones de esquí, en las que el cross-country, el snowboard y el esquí por supuesto son ofrecidos. En verano la localidad ofrece otras múltiples atracciones a los turistas.

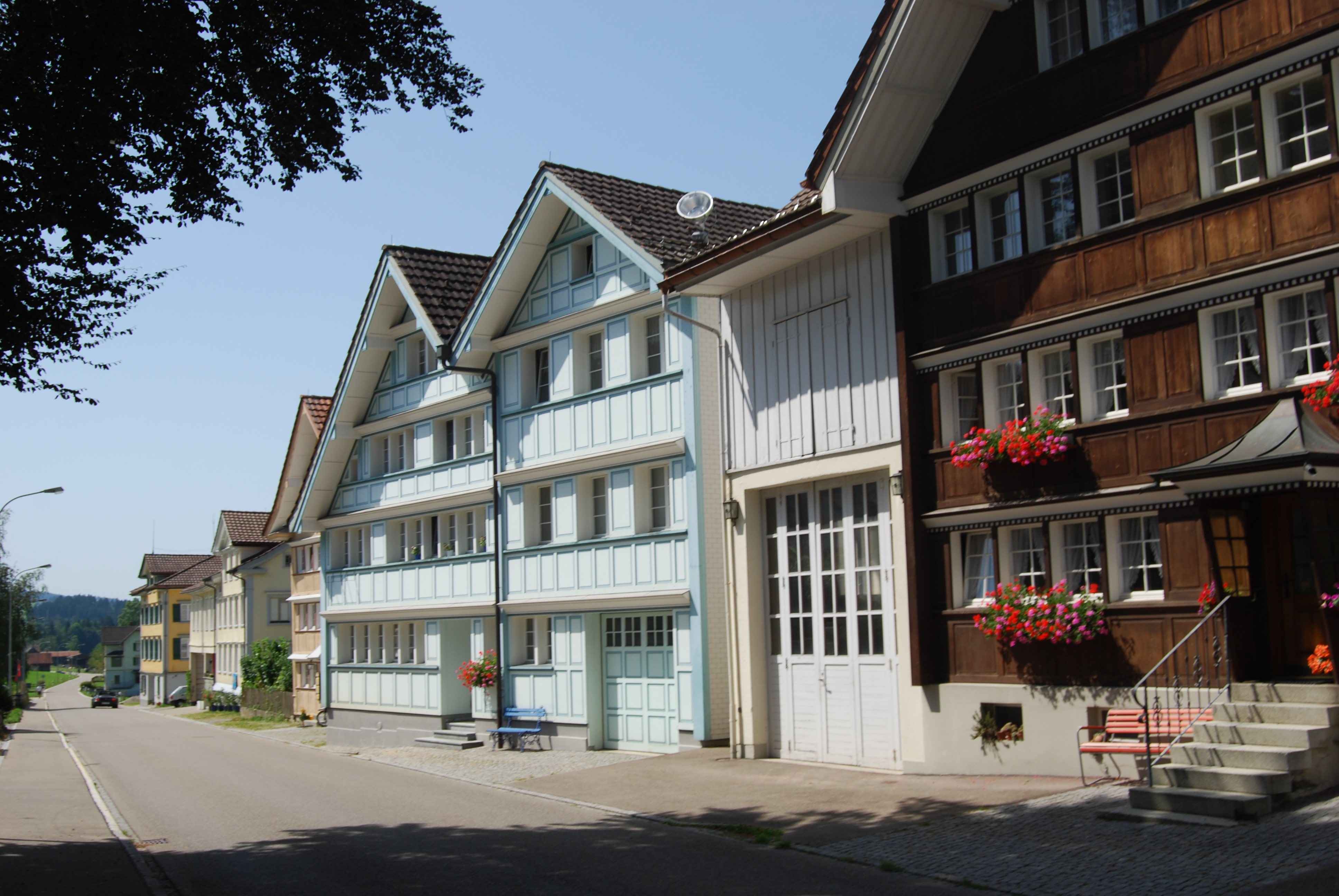
Schönengrund